# Plesiomorfia

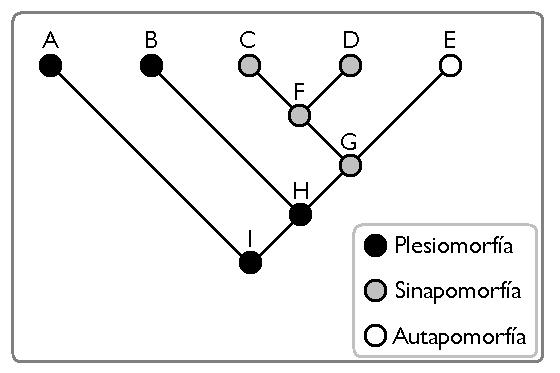

In cladistica è definita plesiomorfia  (dal greco πλησίος, plēsio = vicino  μορφή, morphè = forma) la presenza di caratteri antichi di un taxon mantenuti rispetto ad un progenitore ancestrale.
Per esempio  la colonna vertebrale è un carattere condiviso da tutti i mammiferi, ma che non li distingue da altri vertebrati come rettili e uccelli. La colonna vertebrale rappresenta quindi un attributo antecedente alla diramazione del clado dei mammiferi nell'albero filogenetico dei vertebrati: è quindi un carattere plesiomorfo per tutto il subphylum dei Vertebrata.
La presenza di una plesiomorfia  non dà molte informazioni sul grado di parentela di due taxa. In  cladistica sono più significative le apomorfie, cioè i caratteri che consentono di stabilire il momento del distacco di una specie dal ceppo ancestrale comune.